# 「ことり」
「ことり」（1998年6月26日 - ）は、日本の女子元プロレスラー。

## 経歴

### 2012年
- 12月30日、我闘雲舞旗揚げのため、タイで活動していたさくらえみが行ったプロレス通信教育で練習生となり、この日の市ヶ谷南海記念診療所大会で急遽さくらとエキシビジョン（公開プロテスト）を行って引き分けた[1]。
- 12月31日、前日に続いて、この日の市ヶ谷大会でもさくらとのエキシビションを行って引き分けて、さくらから「2013年のデビュー」が観客に伝えられた[2]。

### 2013年
- 1月27日、我闘雲舞市ヶ谷大会で、2013年初のさくらとのエキシビジョンを行い、引き分けるも体力で勝ることりの動きにさくらが翻弄された結果となった[3]。
- 2月16日、我闘雲舞市ヶ谷大会で、さくらとのエキシビジョンを行い、首投げ→壁を利用しての押さえ込みで勝利。この結果により、23日板橋グリーンホール1階大会メインイベントでさくらとのデビュー戦が決まる[4]。
- 2月23日、我闘雲舞板橋大会でさくらとのデビュー戦を行い、敗れたが満点と言っていいほどの内容だった[5]。
- 2月24日、我闘雲舞市ヶ谷大会でデビュー2戦目で男子選手との対戦。マサ高梨（DDT）と対戦するが敗れた[6]。
- 3月2日、我闘雲舞市ヶ谷大会で米山香織と対戦するが敗れた。座談会で15日の板橋大会で里歩との中学生対決が決定する[7]。
- 3月9日、我闘雲舞市ヶ谷大会で、前日にぎっくり腰になったさくらの代役で里歩と共にこの日の前説を行った[8]。
- 3月15日、我闘雲舞板橋1階大会で、里歩と対戦したがノーザンライト・スープレックスホールドで敗れた。その後、無効試合となり、暴走状態となった堀田祐美子（ディアナ）と小笠原和彦（押忍闘夢）を里歩と共に会場から連れ出した[9][10]。
- 3月20日、我闘雲舞市ヶ谷大会で、デビュー以来初となるタッグマッチで帯広さやかと組んでさくら&里歩組と対戦。ダイビング・ボディプレス→片エビ固めで里歩からフォールを取られて敗れた[11]
- 3月23日、我闘雲舞名古屋スポルティーバアリーナ大会で、初の地方大会参戦（里歩も名古屋初参戦）となり、里歩とタッグを組んで、さくら&高梨組と対戦するもシュークリームでさくらにフォールを取られて敗れた[12]。
- 3月31日、我闘雲舞市ヶ谷大会で、里歩と組んでリセット（さくら&米山組）と対戦して中学生クラッチで里歩がさくらからフォールを取って勝利（シングル・タッグを通じてことり初勝利）した[13]
- 4月6日、我闘雲舞市ヶ谷大会で、高梨と組んでさくら&帯広組と対戦するも逆エビ固めでさくらにフォールを取られて敗れた。座談会で5月4日に行われる1DAYミックスドタッグトーナメントに高梨とタッグを組んで出場することが決まる[14]。
- 4月13日、我闘雲舞板橋大会で、松本浩代（エスオベーション）と対戦し、東海道落とし→片エビ固めで敗れた[15]。
- 4月19日、我闘雲舞市ヶ谷大会で、高梨と対戦し、腕ひしぎ逆十字固めを切り返されて押さえ込まれて敗れた。座談会後、高梨とのタッグ名を「小鳥遊（たかなしと書いてことりと呼ぶ）」に決まり、抽選の結果、かかあ天下（松本&趙雲子龍（新北京プロレス）組）と堀田由美子&小笠原和彦組の勝者との対戦となったが[16]、4月27日の市ヶ谷大会でかかあ天下が勝利（レフェリー暴行による反則勝ち）したため、5月4日のトーナメントはかかあ天下との対戦となる[17]
- 5月4日、我闘雲舞板橋大会で1DAYミックスドタッグトーナメントに出場。かかあ天下と対戦したが趙雲にカンガルークラッチでフォールを取られて敗れた[18][19]。
- 5月6日、我闘雲舞市ヶ谷大会で、里歩と組んでチェリー（ユニオン）&趙雲組と対戦するもチェリーに回転エビ固めでフォールを取られて敗れた[20]。
- 5月17日、我闘雲舞市ヶ谷大会で、米山と対戦するもタイ式回転エビ固めで敗れた[21]。
- 5月25日、我闘雲舞市ヶ谷大会で、米山と組んで松本&山田太郎（666）組と対戦するも時間切れの引き分けとなった[22]。
- 6月1日、デビュー以来、初の他団体参戦となるIWA JAPANに初参戦。里歩と組んで米山&帯広と対戦し、米山にノーザンライト・スープレックス・ホールドでフォールを取られて敗れた。
- 6月2日、我闘雲舞市ヶ谷大会で、米山と対戦するがエビ固めを切り返されて敗れた[23]。
- 6月5日、我闘雲舞板橋大会で、米山と組んで松本&チェリーと対戦し、松本に東海道落とし→片エビ固めでフォールを取られて敗れた[24]。
- 6月15日、我闘雲舞市ヶ谷大会で、円華と組んでさくら&米山と対戦し、さくらに卍固めを切り返されてフォールを取られて敗れた[25]。
- 6月23日、我闘雲舞市ヶ谷大会で、里歩と組んで高梨&米山組と対戦し、高梨にグラウンド・コブラツイスト・ホールドでフォールを取られて敗れた[26]。
- 6月29日、我闘雲舞市ヶ谷大会で、里歩と組んでさくら&高梨組と対戦し、さくらにシュークリームでフォールを取られて敗れた[27]。
- 7月6日、我闘雲舞市ヶ谷大会で、さくらと組んで里歩&松本組と対戦し、里歩にノーザンライト・スープレックス・ホールドでフォールを取られて敗れた[28]。
- 7月15日、我闘雲舞板橋大会で、里歩と対戦し、回転エビ固めを切り返されて敗れた[29]。
- 7月17日、我闘雲舞市ヶ谷大会で、帯広と組んで栗原あゆみ&里歩組と対戦し、帯広が栗原にミサイルキック→片エビ固めでフォールを取られて敗れた[30]。
- 7月27日、我闘雲舞市ヶ谷大会で、円華と対戦し、コブラツイストで敗れた[31]。
- 8月3日、我闘雲舞市ヶ谷大会で、田村と組んで、里歩&趙雲組と対戦し、里歩に回転エビ固めを潰されてフォールを取られて敗れた[32]。
- 8月9日、我闘雲舞市ヶ谷大会で、田村と対戦し、右のミドルキックを浴びてフォールを取られた[33]。
- 8月10日、我闘雲舞板橋大会で、チェリーと対戦し、春夜恋でフォールを取られて敗れた[34]。
- 8月11日、我闘雲舞市ヶ谷大会で、里歩と組んで、ポリアンナ（プロレスリングEVE）&高梨組と対戦し、ポリアンナにバックフリップ→片エビ固めでフォールを取られて敗れた[35]。
- 8月14日、我闘雲舞市ヶ谷大会で、ポリアンナ&里歩と組んで、帯広&さくらとの変則マッチを行うもポリアンナが帯広にフォールを取られて敗れた[36]。
- 8月25日、我闘雲舞市ヶ谷大会で、ジューケンと組んで、さくら&趙雲と対戦。試合中にジューケンに肩車された趙雲が天井に穴を開けてしまうハプニングがあったが試合はさくらが「ことり」の回転エビ固めを切り返して勝った。メイン終了後にジューケンの希望で3分1本勝負で対戦して引き分けた[37]。
- 8月28日、我闘雲舞大阪道頓堀アリーナ大会で、高橋奈苗（スターダム）と対戦し、冷蔵庫爆弾→エビ固めで敗れた[38]。
- 8月31日、我闘雲舞板橋大会で、戦国マッチと称して里歩と「ことり」が姫に扮して、里歩に政宗、「ことり」に高梨が従って対戦し、「ことり」が里歩に草舞桃（そうまとう）→片エビ固めでフォールを取られて敗れた[39]。
- 9月8日、我闘雲舞市ヶ谷大会で、里歩と対戦し、そうまとう→エビ固めで敗れた。この大会はさくらがタイ遠征により不在の中で開催され、次回開催カードの決定は円華によって行われた[40]。
- 9月15日、我闘雲舞市ヶ谷大会で、帯広と対戦し、帯広マジック→エビ固めで敗れた[41]。
- 9月16日、米山香織自主興行『よねやマニア』（神奈川総合格闘技ジム・ロデオスタイル）に参戦し、メインで松本と組んで、さくら&米山と対戦して、米山からタイ式後方回転エビ固めでフォールを取られて敗れた。
- 9月20日、我闘雲舞市ヶ谷大会で、松本&里歩と組んで、米山&円華&高梨と対戦し、米山にフォールを取られて敗れた[42]。
- 9月21日、我闘雲舞名古屋大会で、里歩と対戦し、そうまとう→エビ固めで敗れた[43]。
- 10月5日、我闘雲舞市ヶ谷大会で、里歩と組んで、さくら&高橋と対戦して引き分け。その直後に行われた延長戦は「ことり」が高橋に冷蔵庫爆弾→片エビ固めでフォールを取られて敗れた[44]。
- 10月10日、我闘雲舞新木場1stRING大会で、Sareeeと対戦して、変形鎌固めで敗れた[45]。
- 10月12日、我闘雲舞市ヶ谷大会で、里歩&ブルー・ロータスと組んでさくら&帯広&米山と対戦し、ロータスがさくらにローリングセントーン→片エビ固めでフォールを取られて敗れた[46]。
- 10月13日、千葉成田公津フェスタ（京成本線公津の杜駅前広場）でのイベントに参加。米山&円華と組んで、さくら&帯広&E・K・バギーと対戦し、米山が帯広からダイビング・ボディープレス→片エビ固めでフォールを取って勝利した[47]。
- 10月20日、我闘雲舞市ヶ谷大会で、若手vs重鎮（4vs4）勝ち抜き戦が行われ、若手軍の1番手で登場して高梨に変形メキシカン・ストレッチで敗れた。勝ち抜き戦は米山が里歩を破って重鎮軍の勝利となった[48]。
- 10月26日、我闘雲舞市ヶ谷大会で、里歩と組んで、さくら&山田と対戦し、里歩が山田からそうまとう→エビ固めで勝利した[49]。
- 11月3日、我闘雲舞市ヶ谷大会（昼夜2部構成）で、昼の部で米山&ワンチューロとの3WAYマッチで対戦し、米山にダブルリスト・アームサルトでフォールを取られて敗れた[50]。夜の部は10分3本勝負でCHANGOと対戦し、2-0で敗れた[51]。
- 11月8日、我闘雲舞市ヶ谷大会で、趙雲と組んで、帯広&CHANGOと対戦し、趙雲が帯広からジャックナイフ式エビ固めでフォールを取って勝利した[52]。
- 11月17日、我闘雲舞市ヶ谷大会で、里歩と組んで、さくら&高梨と対戦して引き分けた[53]。
- 11月24日、我闘雲舞市ヶ谷大会で、チェリーと対戦し、春夜恋でフォールを取られて敗れた[54]。
- 11月30日、我闘雲舞北区BASEMENT MON☆STAR 大会で、里歩&南野タケシと組んで、さくら&米山&高梨と対戦して、里歩がさくらから中学生クラッチで勝利した[55]。
- 12月8日、我闘雲舞市ヶ谷大会で、さくら&高梨と組んで、里歩&帯広&アントーニオ本多と対戦し、さくらが本多からフォールを奪われて敗れた[56]。
- 12月14日、我闘雲舞市ヶ谷大会で、米山と組んで、里歩&松本と対戦して引き分けた[57]。
- 12月27日、我闘雲舞板橋大会で、メインで里歩と対戦し、そうまとう→エビ固めでフォールを取られて敗れた[58]。
- 12月29日、我闘雲舞市ヶ谷大会で、高梨と対戦して引き分けた[59]。
- 12月30日、我闘雲舞市ヶ谷大会で、さくらと対戦して、回転エビ固めを切り返されて敗れた[60]。
- 12月31日、我闘雲舞市ヶ谷大会で、さくらと組んで、里歩&帯広と対戦し、里歩からそうまとう→片エビ固めでフォールを取られて敗れた[61]。

### 2014年
- 1月4日、我闘雲舞板橋大会で、倉垣翼と対戦し、倉垣にアルゼンチン・バックフリーカーを掛けられてギブアップして敗れた[62]。
- 1月19日、我闘雲舞市ヶ谷大会で、里歩と組んで、さくら&高梨と対戦して、里歩がさくらからラ・マヒストラルでフォールを取られて敗れた[63]。
- 1月25日、我闘雲舞市ヶ谷大会で、さくらが持つIWA三冠統一選手権次期挑戦者決定戦（3WAY）に参戦し、DJニラ&米山と対戦するもニラからトケ・エスパルダスで敗れた[64]。
- 2月1日、我闘雲舞市ヶ谷大会で、体調不良で欠場した里歩に代わって2試合行うことになった。第1試合でCHANGOと対戦し、逆エビ固めでギブアップ。メインで、さくら&高梨と組んで、米山&円華&松本と対戦し、米山からダブルリスト・アームサルトでフォールを取られて敗れた[65]。
- 2月7日、我闘雲舞板橋大会で、夏樹☆たいよう（スターダム）と対戦し、トリプルたいようちゃん☆ラ・マヒストラルでフォールを取られて敗れた。
- 2月9日、我闘雲舞市ヶ谷大会で、高梨と組んで、帯広&ワンチューロと対戦して、高梨が帯広に首固めで丸め込んで勝利した[66]。
- 2月23日、我闘雲舞市ヶ谷大会で、本多と組んで、趙雲&帯広と対戦し、趙雲に十字固めでフォールを取られて敗れた[67]。
- 3月8日、我闘雲舞市ヶ谷大会で、里歩&帯広と組んで、さくらとの1vs3のハンディキャップマッチを行い、帯広がさくらからバースでフォールを取って勝利した[68]。
- 3月9日、我闘雲舞大塚プロレスバンク大会で、サワディー仮面と組んで、里歩&梶トマトと対戦して、里歩からそうまとう→片エビ固めでフォールを取られて敗れた[69]。
- 3月21日、我闘雲舞市ヶ谷大会で、円華と組んで、さくら&里歩と対戦し、円華のフロントキックが「ことり」に誤爆し、さくらのラ・マヒストラルでフォールを取られて敗れた[70]。
- 3月30日、我闘雲舞市ヶ谷大会で、帯広と組んで、さくら&里歩と対戦し、さくらから初めてフォールを奪って勝利した[71]。
- 4月2日 - 9日、我闘雲舞『春のサワディーカーツアー』に参戦（9日のみ欠場）。2日の大阪ナスキーホール大会は、ペパーミントと対戦し、十字固め→鳥かごでシングル初勝利[72]。4日の名古屋大会は米山と対戦し、回転エビ固めでフォールを取られて敗れた[73]。5日の市ヶ谷大会はさくらと組んで、E・K・バギー&ペパーミント組と対戦し、ペパーミントから鳥かごでフォールを取って勝利[74]。6日の北沢タウンホール大会は里歩と組んで、ブリバト（SAKI&MIZUKI）と対戦して、SAKIにリバース・スプラッシュ→片エビ固めでフォールを奪われて敗れた。なお、ブリバトとしてはタッグ初勝利となった[75]。
- 4月20日、我闘雲舞市ヶ谷大会で、里歩&田村と組んで、YMZ（米山&円華&初日の出仮面）と対戦し、里歩がそうまとう→エビ固めで初日の出仮面からフォールを取って勝利した。試合後の座談会でサプライズ登場した大鷲透と組んで5月3日の『ゴーゴー！グリーンカレーコップンカップ2014』に出場することが決定する[76]。
- 4月27日、我闘雲舞市ヶ谷大会で、里歩&本多と組んで、さくら&帯広&ワンチューロ組と対戦し、パードリッジで帯広からフォールを取って勝利した[77]。
- 5月3日、我闘雲舞板橋大会『ゴーゴー！グリーンカレーコップンカップ2014』に出場。初戦で帯広&ワンチューロ組と対戦して、帯広にバースでフォールを取られて敗れた。優勝は2年連続出場のよねやまどか（米山&円華）が初優勝を果たした[78]。
- 5月5日、我闘雲舞市ヶ谷大会で、さくらと組んで、里歩&松本組と対戦し、松本から東海道落とし→片エビ固めでフォールを取られて敗れた[79]。
- 5月17日、我闘雲舞大塚大会で、松本と対戦し、東海道落とし→片エビ固めでフォールを取られて敗れた[80]。
- 5月19日、我闘雲舞市ヶ谷大会で、夏樹☆たいよう（6月1日引退）と組んで、さくら&帯広と対戦し、夏樹がたいようちゃんボムでさくらからフォールを取って勝利した[81]。
- 5月31日、我闘雲舞市ヶ谷大会で、SAKIと組んで、さくら&MIZUKI組と対戦し、MIZUKIのカニ挟み→さくらのラ・マヒストラルでフォールを取られて敗れた。試合後の座談会で6月8日のWRESTLE-1高崎大会参戦が決定し、他団体ではあるが地元凱旋となる[82]。

### 2015年
- 1月3日、大塚・プロレスバンクにて年内初試合。北沢ふきんとシングル戦を行う。
- 1月12日、我闘雲舞初の北千住大会(北千住シアター1010ミニシアター)にて花月とタッグを組み、さくらえみ・米山香織組と対戦。連射式ムーンサルトを受け敗れる。試合後、悔しさから涙を流し、さくら・米山、タッグパートナーの花月にもエルボーを食らわせる。
- 1月18日、大塚大会にて初日の出仮面、星誕期と3WAYマッチ。巨漢の星誕期を一本背負いで投げる。
- 3月21日、JWP板橋グリーンホール大会にて藤ヶ崎矢子(JWP)と対戦。バードリッジで勝利。
- 3月26日、新木場1stRING大会でコマンド・ボリショイ(JWP)とシングル戦。敗れるも、柔道技を駆使した攻撃で健闘を見せた。
- 3月28日、名古屋スポルティーバアリーナ大会。しゃちほこバトルロイヤルで優勝。
- 4月5日、JWP後楽園ホール大会に参戦。帯広さやかと組み、KAZUKI＆藤ヶ崎矢子(JWP)と対戦。自身初となる聖地での試合であったが果敢に攻め、場内を沸かせた。
- 4月25日、HEAT-UP王子大会に「青虎」として参戦。リング内外で大暴れする。
- 5月2日、板橋大会での『ゴーゴー！グリーンカレーコップンカップ2015』にアントーニオ本多(DDT)とのタッグで出場するも初戦で敗退。
- 5月6日、市ヶ谷大会。初日の出仮面、大鷲透と3WAYマッチを行い勝利。
- 5月31日、我闘雲舞所属5選手中4名が怪我で欠場する中、市ヶ谷大会のメインに登場。MIZUKIと好試合を見せる。
- 6月14日、WRESTLE-1高崎大会に出場。試合後、ベルトを取って凱旋試合を行うという「ぐんまのやぼう」を宣言。
- 6月21日、板橋大会にて志田光とシングルマッチ。剣道経験者の志田に対し柔道技を駆使し健闘してみせた。
- 7月12日、後楽園ホール大会でのIWA三冠統一王座戦挑戦権をかけ、さくらえみとシングルマッチ。12分超の熱戦の末師匠を破り後楽園ホール大会メインイベントへの出場権を得る。
- 8月13日、我闘雲舞 後楽園ホール大会。メインイベントでIWA三冠統一王座戦。王者里歩に惜敗[83]。
- 8月19日、市ヶ谷大会。ジューケンの持つPro-Wrestling 4U G6 王座に挑戦するも奪取ならず。
- 8月26日、SEAdLINNNG後楽園ホール大会に出場。豊田真奈美＆堀田祐美子と組み、さくらえみ＆中島安里紗＆松本浩代組と対戦。ベテラン選手の中に入っても物怖じしない戦いをし、大きな印象を残す[84]。
- 12月22日、我闘雲舞年内最後のビックマッチとなる板橋グリーンホール大会。志田光と組み、里歩＆真琴組と対戦。モーニングスターで里歩から3カウントを奪い勝利[85]。

### 2016年
- 1月1日、市ヶ谷にて2016年初試合。SAKI(LLPW-X)とシングルマッチ[86]。
- 1月7日、HEAT-UP 北沢タウンホール大会にて「青虎」として出場。
- 5月1日、板橋大会での『第4回ゴーゴーグリーンカレーコップンカップ』に出場。田村和宏と組み、「ちっちゃいものクラブ」で初優勝[87]。
- 6月19日、前橋大会『ぐんまのやぼう第一章〜「ことり」地元凱旋興行』にて、初の凱旋興行となる。里歩と組み、さくらえみ＆円華組と対戦するも敗れた。試合終了後、参戦選手全員で胴上げをされた[88]。

### 2017年
- 10月27日、12月21日開催の新木場大会を最後にプロレスを卒業することを発表[89]。
- 12月21日、我闘雲舞新木場大会にて、現役最後の試合は、沙紀と組んで、里歩&瑞希組と対戦するも、里歩のそうまとうでフォールを奪われて有終の美を飾ることが出来なかった。大会後、「ことり」の引退セレモリーが行われた[90]。

## エピソード
- リングネームの由来は、「穴のあいたカゴの中の小鳥、自由に羽ばたいて」という意味[91]。
- 柔道は3歳からやっており、試合でも柔道技を多彩に使う。中学3年の夏の大会を最後に柔道は引退し、プロレスに専念するとの事[92]。
- 練習生の時、週末限定だが群馬から3時間かけて市ヶ谷まで練習に来た[93] 努力の持ち主でエキシビジョンに出る前は冬休みを利用して市ヶ谷で合宿もしていた。
- 里歩同様、自分の意思は曲げず、年長の選手相手であっても周りが言えないことでもさらっと言って周りを慌てさせたり戸惑わせることが多い。一方で歌嫌いの里歩とは違い、自分から進んで米山やさくら、帯広と一緒になって歌うスタイルで観客を沸かせる。
- 実家は祖父が寿司屋を経営しており、WRESTLE-1の群馬巡業に参加したさくらと里歩が表敬訪問した。しかし、山葵が苦手で寿司があまり食べられない[94]。
- 2017年、高校を卒業。専業レスラーとなる。

## テーマ曲
- 「ことり」フィーバー - 2013年4月13日発売（我闘音楽）の入場曲集「我闘組曲」（さくらジャケット/「ことり」ジャケット）に収録

## 得意技
- 鳥かご[95] - 卍固めから回転しての十字架固め。
- バードリッジ[95] - 大外刈りから自身も前転してブリッジで丸め込む。
- ペダル式バードリッジ - 上記バードリッジ同様の入り方で前方に二回転し丸め込む。
- 一本背負い
- 払い腰
- 巻き投げ
- 首投げ
- 巴投げ
- 裸絞め
- 三角絞め
- 腕ひしぎ逆十字固め
- 回転エビ固め
- 「ことり」卍 - 右脚で相手の左腕・左脚をクラッチした形での卍固め
- ドロップキック
- フロント・ヘッドロック
- 中学生固め
  - 里歩との連携技。両サイドから雁之助クラッチのような形で丸め込む。
- 社会人固め - くるくるリボンとバードリッジを融合させた丸め込み
- パロ卍 - 卍固めと里歩のパロスペシャルの合体技
- 砂時計 - 肩車しての合体攻撃
- モーニングスター - 正面から飛びつき相手の後方に逆さまに食らいつきそのまま前方回転して丸め込む